# Kirkkonummi
Kirkkonummi este o comună din Finlanda.